# Restrepia
Restrepia – rodzaj roślin z rodziny storczykowatych (Orchidaceae). Obejmuje 60 gatunków występujących w Ameryce Południowej i Środkowej w takich krajach jak: Boliwia, Kolumbia, Kostaryka, Ekwador, Salwador, Gwatemala, Honduras, Meksyk, Nikaragua, Panama, Peru, Wenezuela.

## Systematyka
Rodzaj sklasyfikowany do podplemienia Pleurothallidinae w plemieniu Epidendreae, podrodzina epidendronowe (Epidendroideae), rodzina storczykowate (Orchidaceae), rząd szparagowce (Asparagales) w obrębie roślin jednoliściennych.
Wykaz gatunków
- Restrepia aberrans Luer
- Restrepia antennifera Kunth
- Restrepia archilarum Chiron & Szlach.
- Restrepia aristulifera Garay & Dunst.
- Restrepia aspasicensis Rchb.f.
- Restrepia brachypus Rchb.f.
- Restrepia chameleon Luer & R.Escobar
- Restrepia chocoensis Garay
- Restrepia chrysoglossa Luer & R.Escobar
- Restrepia citrina Luer & R.Escobar
- Restrepia cloesii Luer
- Restrepia cobanensis Archila, Chiron & Szlach.
- Restrepia condorensis Luer & R.Escobar
- Restrepia contorta (Ruiz & Pav.) Luer
- Restrepia cuprea Luer & R.Escobar
- Restrepia cymbula Luer & R.Escobar
- Restrepia dodsonii Luer
- Restrepia driessenii Luer & Sijm
- Restrepia echinata Luer & R.Escobar
- Restrepia echo Luer & R.Escobar
- Restrepia elegans H.Karst.
- Restrepia ephippium Luer & Hirtz
- Restrepia escobariana Luer
- Restrepia falkenbergii Rchb.f.
- Restrepia flosculata Luer
- Restrepia fritillina Luer & V.N.M.Rao
- Restrepia guttulata Lindl.
- Restrepia howei Luer
- Restrepia iris Luer
- Restrepia jesupiana Luer
- Restrepia lansbergii Rchb.f. & H.Wagener
- Restrepia limbata Luer & R.Escobar
- Restrepia mayana Archila, Chiron & Szlach.
- Restrepia mendozae Luer
- Restrepia metae Luer
- Restrepia mohrii Braem
- Restrepia muscifera (Lindl.) Rchb.f. ex Lindl.
- Restrepia nicolasii Archila, Szlach. & Chiron
- Restrepia nittiorhyncha (Lindl.) Garay
- Restrepia pandurata Rchb.f.
- Restrepia peetersii Luer & Sijm
- Restrepia pelyx Luer & R.Escobar
- Restrepia persicina Luer & Hirtz
- Restrepia piperitosa Luer
- Restrepia portillae Luer
- Restrepia purpurea Luer & R.Escobar
- Restrepia radulifera Luer & R.Escobar
- Restrepia renzii Luer
- Restrepia roseola Luer & R.Escobar
- Restrepia sanguinea Rolfe
- Restrepia schizosepala Luer & Hirtz
- Restrepia seketii Luer & R.Escobar
- Restrepia tabeae H.Mohr
- Restrepia teaguei Luer
- Restrepia trichoglossa F.Lehm. ex Sander
- Restrepia tsubotae Luer & R.Escobar
- Restrepia valverdei Archila, Jiménez Rodr. & Véliz
- Restrepia vasquezgarciae Archila, Chiron & Reyes V.
- Restrepia vasquezii Luer
- Restrepia wageneri Rchb.f.